# Limerick Chess Club
Limerick Chess Club – irlandzki klub szachowy z siedzibą w Limerick.

## Historia
Klub został założony w 1926 roku. Uczestniczył w rozgrywkach Munster Chess Union Leagues, które wygrał w 1999 i 2009 roku. W 1998 roku klub zdobył wicemistrzostwo National Club Championship, ulegając jedynie Crumlin Chess Club, zaś rok później zajął trzecie miejsce w mistrzostwach, za Bray Chess Club i North Belfast Chess Club.
Limerick Chess Club do 2003 roku organizował North Munster Chess Championship, wówczas to organizację turnieju przejął Ennis Chess Club. Do innych organizowanych przez klub turniejów należą Limerick Open i Bunratty Chess Festival.